# Бара, Селин
Селин Бара (фр. Céline Bara), урождённая Селин Шумигай (фр. Céline Szumigay, род. 9 сентября 1978) — французская порноактриса.

## Биография
Селин Бара родилась в Антони и выросла в парижском регионе. Её мать маврикийского происхождения, и у неё также есть дедушка-немец. По её собственным словам, она получила традиционное католическое образование. Позже она отказалась от этого воспитания и стала воинствующей атеисткой. Она вышла замуж за своего двоюродного брата Сирилла Бара и какое-то время работала официанткой в магазине Darty, а затем начала сниматься в порнографических фильмах, узнав, что на этой работе можно заработать больше денег. В 2000 году она была номинирована на Hot d’Or как лучшая новая французская старлетка.
Снималась у нескольких французских порнокомпаний, потом совместно с мужем создала собственную студию, где Сирилл Бара был режиссёром. Однако вскоре их небольшая компания погрязла в долгах.
В марте 2001 года Селин и Сирилл Бара напали на одного из своих коллег и конкурентов, порноактёра-режиссера HPG, которого Сирилл Бара ранил из дробовика. Через несколько дней оба супруга были арестованы и в октябре 2002 года приговорены к четырём годам лишения свободы, включая два года условно.
После освобождения супруги Бара, безработные и имеющие большие долги, жили на социальные пособия. В конце концов они поселились в Арьеже, где Селин Бара время от времени находила работу стриптизёршей. Со временем они начали снимать новые порнографические ролики, которые бесплатно распространяли на своём сайте. Селин Бара опубликовала в 2007 году автобиографическую книгу «Содомитка» (La Sodomite) в соавторстве с мужем. В 2011 году её муж изобразил Селин в комиксе в стиле хентай на темы БДСМ.
В 2012 году, после безуспешного обращения к Коммунистической партии Франции и Новой антикапиталистической партии с целью выдвижения своей кандидатуры на парламентских выборах, Селин Бара и её муж создали свою собственную политическую партию — крайне левую группу под названием «Антитеистическое и либертинское движение» (Antitheist and Libertine Movement), в которой состояли лишь 3 человека — они сами и один из их друзей. Затем Селин баллотировалась в парламент в Арьеже на «антикапиталистической» и «антирелигиозной» платформе, представляя себя кандидатом от коммунистов и «неосталинистов». Её муж также был её напарником. Её кандидатура привлекла внимание французских СМИ, в том числе благодаря программе, которая включала запрет всех религий, защиту прав ЛГБТ, легализацию наркотиков и стерилизацию инвалидов при рождении. В итоге она получила 1,58% голосов в Арьеже.
В сентябре 2012 года Селин Бара объявила, что заканчивает карьеру порноактрисы.
8 февраля 2013 года Конституционный совет Франции объявил её лишенной права избираться на три года за то, что она не сдала отчёты о своей кампании.

## Автобиография
- 2007 : La Sodomite[17], co-authored with Cyrille Bara (ISBN 978-2-9530330-0-7)